# Tricalamus
Genre
Tricalamus est un genre d'araignées aranéomorphes de la famille des Filistatidae.

## Distribution
Les espèces de ce genre se rencontrent en Chine, au Japon et en Afghanistan.

## Liste des espèces
Selon World Spider Catalog (version 23.0, 23/03/2022) :
- Tricalamus albidulus Wang, 1987
- Tricalamus biyun Zhang, Chen & Zhu, 2009
- Tricalamus gansuensis Wang & Wang, 1992
- Tricalamus jiangxiensis Li, 1994
- Tricalamus lindbergi (Roewer, 1962)
- Tricalamus linzhiensis Hu, 2001
- Tricalamus longimaculatus Wang, 1987
- Tricalamus longiventris (Yaginuma, 1967)
- Tricalamus menglaensis Wang, 1987
- Tricalamus meniscatus Wang, 1987
- Tricalamus papilionaceus Wang, 1987
- Tricalamus papillatus Wang, 1987
- Tricalamus tarimuensis (Hu & Wu, 1989)
- Tricalamus tetragonius Wang, 1987
- Tricalamus xianensis Wang & Wang, 1992
- Tricalamus xizanensis (Hu, Hu & Li, 1987)

## Systématique et taxinomie
Ce genre a été décrit par Wang en 1987 dans les Filistatidae.

## Publication originale
- Wang, 1987 : « Study on the spiders of Filistatidae in south China I. Tricalamus  gen. nov. (Arachnid: Araneae). » Acta Zootaxonomica Sinica, vol. 12, no 3, p. 142-159.